# Ланцея (зброя)
Ла́нцея (лат. lancea) — давньоримський спис, який використовувався переважно кіннотою, а також допоміжними військами та гладіаторами. Використовували ланцею як колольну, так і як метальну зброю. Згідно з Оксфордським словником, слово lancea походить з іспано-кельтських мов, можливо, звідси також грец. λόγχη («спис»).
Древко ланцеї робили з ясену, наконечник був залізним. Загальна довжина сягала близько 2 м, наконечника — 20 см. Вага — близько 0,7 кг
Ланцеарії або ланціарії (lancearii, lanciarii) — «списоносці». Значення цього слова може розрізнюватися залежно від періоду. Ним могли звати воїнів-списоносців взагалі, так, у грецьких (візантійських) джерелах вони відомі як λογχοφόροι. В імперську добу «ланцеарії» — воїни-охоронці, статусом трохи нижчі преторіанців.